# Sorin Blejnar
Sorin Blejnar (n.13 septembrie 1970) este un economist român, fost șef al ANAF.

## Controverse
Pe 7 septembrie 2012, Sorin Blejnar a fost trimis în judecată în dosarul „Motorina” alături de alte 16 persoane printre care se numără doi șefi din cadrul Direcției Județene pentru Accize și Operațiuni Vamale (DJAOV) Brașov, Claudiu Monea și Dorel Ciobanu, fostul șef de cabinet al lui Blejnar, Codruț Marta, dar și fostul deputat brașovean Vasile Bran.
În acest dosar a fost acuzat de sprijinire de grup infracțional organizat.
Potrivit procurorilor DIICOT, Blejnar ar fi blocat orice control sau inspecție fiscală la firmele folosite de membrii acestei grupări, care a inițiat un mecanism evazionist pentru a nu plăti accize pentru peste 5.000 de tone de motorină cumpărată în regim suspensiv și comercializată pe piața internă.
Pe 30 iunie 2020 Curtea de Apel Brașov l-a achitat definitiv pe Sorin Blejnar în acest dosar.
Pe 3 iulie 2014, Sorin Blejnar și soții Radu și Diana Nemeș au fost trimiși în judecată, pentru fapte de evaziune fiscală cu produse petroliere, prin care s-a produs un prejudiciu de aproximativ 56 milioane de euro.
În același dosar au fost trimiși în judecată Viorel Comăniță, la data faptelor director la Autoritatea Națională a Vămilor (ANV) și vicepreședinte al ANAF; Florin Dan Secăreanu, ofițer de poliție în cadrul MAI.
Pe 15 aprilie 2019 Înalta Curte de Casație și Justiție l-a achitat definitiv pe Sorin Blejnar în acest dosar.
Pe 16 decembrie 2016 Sorin Blejnar a fost trimis în judecată de procurorii DNA pentru trafic de influență.
Pe 7 mai 2019 Sorin Blejnar a fost condamnat definitiv de Curtea de Apel București la 6 ani de închisoare cu executare.  Pe 15 noiembrie 2021 Sorin Blejnar a fost eliberat condiționat din penitenciar.
Pe 22 august 2019 Sorin Blejnar a fost trimis în judecată de DNA pentru luare de mită. În acest dosar a fost trimisă în judecată și soția acestuia, avocata Andreea Blejnar.
Pe  24 septembrie 2024 Înalta Curte de Casație și Justiție a dispus încetarea procesului penal față de Sorin Blejnar ca urmare a prescripției răspunderii penale în acest dosar.